# Caryocolum mazeli
Caryocolum mazeli is een vlinder uit de familie tastermotten (Gelechiidae). De wetenschappelijke naam van de soort is voor het eerst geldig gepubliceerd in 2005 door Peter Huemer & Jacques Nel.

## Type
- holotype: "male, 23.VII.2001. R. Mazel. genitalia prep. JN 13520"
- instituut: Tiroler Landesmuseum Ferdinandeum, Innsbruck, Oostenrijk
- typelocatie: "French Pyrenees Or. Eyne, 1950 m"

De soort komt voor in Europa.